# Nonette-Orsonnette
Nonette-Orsonnette ist eine französische Gemeinde mit 618 Einwohnern (Stand 1. Januar 2022) im Département Puy-de-Dôme in der Region Auvergne-Rhône-Alpes. Sie gehört zum Kanton Issoire und zum Arrondissement Issoire.
Sie entstand mit Wirkung vom 1. Januar 2016 als Commune nouvelle durch die Zusammenlegung der bisherigen Gemeinden Nonette und Orsonnette, die in der neuen Gemeinde den Status einer Commune déléguée haben. Der Verwaltungssitz befindet sich im Ort Nonette.

## Gliederung
| Ortsteil                  | ehemaliger INSEE-Code | Fläche (km²) | Einwohnerzahl zum 1. Januar 2018 |
| ------------------------- | --------------------- | ------------ | -------------------------------- |
| Nonette (Verwaltungssitz) | 63255                 | 7,60         | 362                              |
| Orsonnette                | 63266                 | 3,05         | 226                              |